# Emma Pezzedi
Emma Pezzedi (ur. 16 marca 1982 w Corvarze) – włoska narciarka alpejska, dwukrotna medalistka mistrzostw świata juniorów.

## Kariera
Pierwszy raz na arenie międzynarodowej Emma Pezzedi pojawiła się 9 grudnia 1997 roku w Falcade, gdzie w zawodach FIS Race w gigancie zajęła 94. miejsce. W 2000 roku wystartowała na mistrzostwach świata juniorów w Quebecu, zdobywając brązowy medal w slalomie. W zawodach tych wyprzedziły ją jedynie Szwedka Anja Pärson oraz Emily Brydon z Kanady. Wynik ten powtórzyła podczas rozgrywanych rok później mistrzostw świata juniorów w Verbier, tym razem ulegając tylko Austriaczce Christine Sponring i Mai Barmettler ze Szwajcarii.
W zawodach Pucharu Świata zadebiutowała 12 grudnia 1999 roku w Sestriere, gdzie nie zakwalifikowała się do drugiego przejazdu w slalomie. Pierwsze pucharowe punkty wywalczyła 18 lutego 2001 roku w Garmisch-Partenkirchen, zajmując 22. miejsce w tej samej konkurencji. Nigdy nie stanęła na podium zawodów tego cyklu, punkty zdobyła jeszcze tylko raz: 29 lutego 2004 roku w Levi zajęła 27. miejsce w slalomie. Najlepsze wyniki osiągała w sezonie 2000/2001, kiedy zajęła 113. miejsce w klasyfikacji generalnej. Nigdy nie wystartowała na mistrzostwach świata ani igrzyskach olimpijskich.

## Osiągnięcia

### Mistrzostwa świata juniorów
| Miejsce | Dzień     | Rok  | Miejscowość | Konkurencja | Czas biegu  | Strata  | Zwyciężczyni         |
| ------- | --------- | ---- | ----------- | ----------- | ----------- | ------- | -------------------- |
| 3.      | 26 lutego | 2000 | Québec      | Slalom      | 1:50,79 min | +0,79 s | Anja Pärson          |
| DNF2    | 10 lutego | 2001 | Verbier     | Gigant      | 1:55,08 min | -       | Fränzi Aufdenblatten |
| 3.      | 10 lutego | 2001 | Verbier     | Slalom      | 1:16,53 min | +3,08 0 | Christine Sponring   |

### Puchar Świata

#### Miejsca w klasyfikacji generalnej
- sezon 2000/2001: 113.
- sezon 2003/2004: 114.

#### Miejsca na podium
Pezzedi nigdy nie stanęła na podium zawodów PŚ.